# Chlorophyceae
As clorofíceas são uma das classes de algas verdes, distintas principalmente com base em sua morfologia ultra-estrutural. Por exemplo, os clados clorofíceos CW e DO, são definidos pelo arranjo de seus flagelos. Membros do clado CW têm flagelos dispostos em sentido horário, como por exemplo, Chlamydomonadales. Membros do clado DO têm flagelos que são dispostos no sentido anti-horário, como Sphaeropleales.
As ordens tipicamente reconhecidas são:
- Dunaliellales
- Chlamydomonadales (ex. Chlamydomonas)
- Volvocales (ex. Volvox)
- Chlorococcales (ex. Chlorella)
- Oedogoniales (ex. Oedogonium)
- Sphaeropleales
- Chaetophorales
- Microsporales
- Tetrasporales (ex. Tetraspora)

Em classificações antigas, o termo "clorofíceas" algumas vezes era aplicado a todas algas verdes exceto as Charales, e a divisão interna é consideravelmente diferente.